# Parrocchie dell'arcidiocesi di Udine
Le parrocchie dell'arcidiocesi di Udine sono 374 e sono distribuite in comuni e frazioni appartenenti alla provincia di Udine.

## Foranie

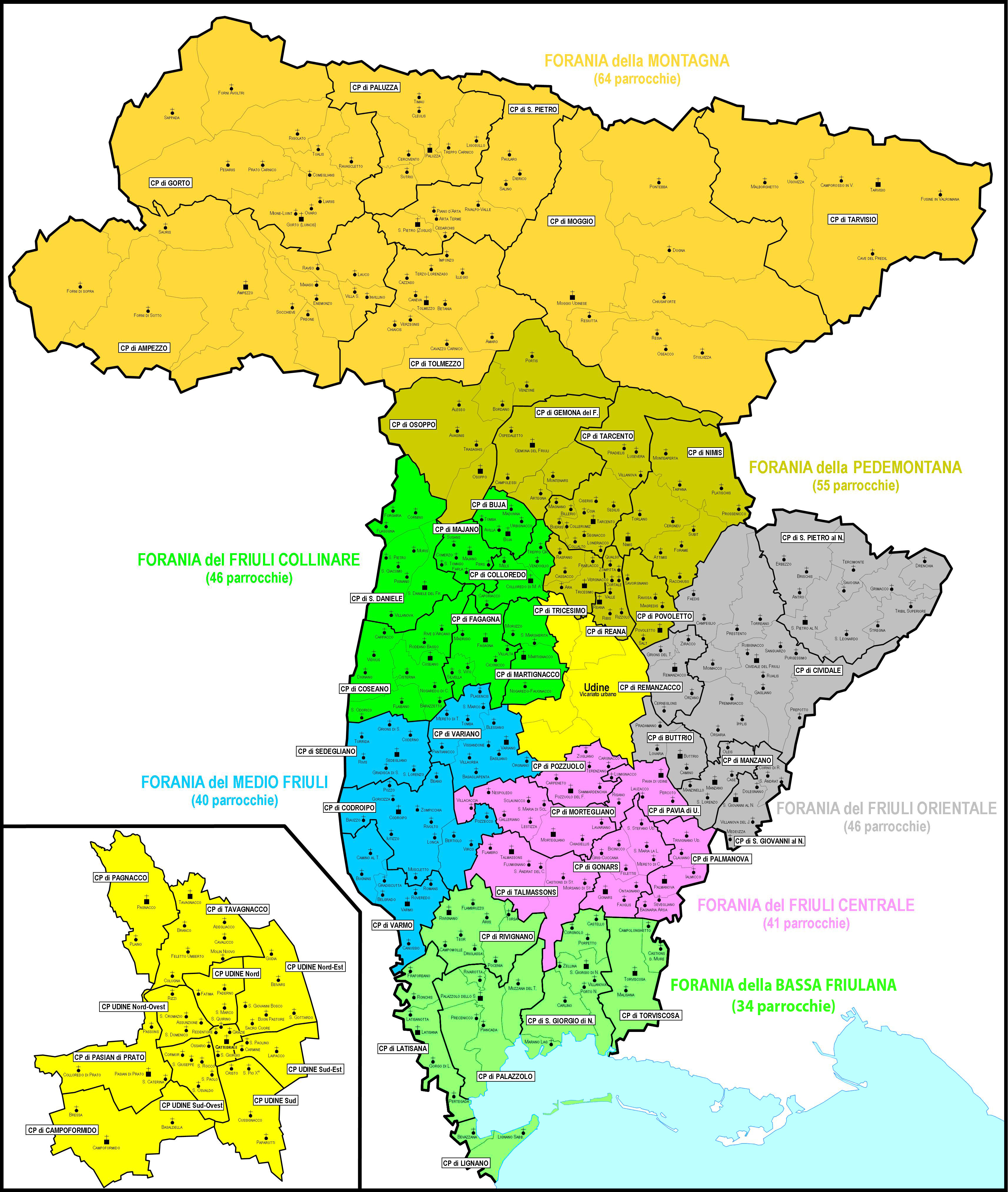
Mappa dell'arcidiocesi di Udine nella divisione per foranie e collaborazioni pastorali istituite nel luglio 2018

Dall'11 luglio 2018 la diocesi è organizzata in 8 foranie. Fino a quella data le foranie erano 24.
Nella medesima data vengono costituite 54 collaborazioni pastorali:
1. Vicariato Urbano di Udine: Campoformido, Pagnacco, Pasian di Prato, Tavagnacco, Udine centro, Udine nord, Udine nord-est, Udine Nord-ovest, Udine Sud, Udine sud-est, Udine ovest per un totale di 47 parrocchie;
2. Forania della Montagna: Ampezzo, Gorto, Moggio Udinese, Paluzza, San Pietro in Carnia, Tarvisio, Tolmezzo per un totale di 64 parrocchie;
3. Forania del Friuli Orientale: Buttrio, Cividale del Friuli, Manzano, Remanzacco, San Giovanni al Natisone, San Pietro al Natisone, per un totale di 46 parrocchie;
4. Forania del Medio Friuli: Codroipo, Sedegliano, Variano, Varmo per un totale di 40 parrocchie;
5. Forania della Pedemontana: Gemona del Friuli, Nimis, Osoppo, Povoletto, Reana del Rojale, Tarcento, Tricesimo per un totale di 56 parrocchie;
6. Forania della Bassa Friulana: Latisana, Lignano Sabbiadoro, Palazzolo dello Stella, Rivignano, San Giorgio di Nogaro, Torviscosa per un totale di 34 parrocchie;
7. Forania del Friuli centrale: Gonars, Mortegliano, Palmanova, Pavia di Udine, Pozzuolo del Friuli, Talmassons per un totale di 41 parrocchie;
8. Forania del Friuli Collinare: Buja, Colloredo di Monte Albano, Coseano, Fagagna, Majano, Martignacco, San Daniele del Friuli per un totale di 46 parrocchie.

### Vicariato urbano di Udine
Comprende le parrocchie dei comuni di Campoformido, Pasian di Prato, Pagnacco, Tavagnacco e Udine.
| Parrocchia                                 | Patrono                                                   | Comune          | Frazione/Quartiere | Popolazione | Web |
| ------------------------------------------ | --------------------------------------------------------- | --------------- | ------------------ | ----------- | --- |
| Santa Maria Annunziata nella Metropolitana | Santa Maria Annunziata                                    | Udine           | centro             | 2.000       |     |
| Adegliacco                                 | San Clemente papa e martire                               | Tavagnacco      | Adegliacco         | 1.162       |     |
| Assunzione della Beata Vergine Maria       | Assunzione della Beata Vergine Maria                      | Udine           | nordovest          | 3.400       |     |
| Beata Vergine delle Grazie                 | Beata Vergine delle Grazie                                | Udine           | centro             | 3.500       |     |
| Beata Maria Vergine di Fatima              | Beata Maria Vergine di Fátima                             | Udine           | nordovest          | 2.400       |     |
| Beata Vergine del Carmine                  | Beata Vergine del Carmine e santi Pietro e Paolo apostoli | Udine           | centro             | 4.350       |     |
| Beivars                                    | San Giacomo apostolo                                      | Udine           | Beivars            | 950         |     |
| Branco                                     | San Francesco d'Assisi                                    | Tavagnacco      | Branco             | 492         |     |
| Basaldella                                 | San Martino                                               | Campoformido    | Basaldella         | 3.500       |     |
| Bressa                                     | Immacolata Concezione                                     | Campoformido    | Bressa             | 1.218       |     |
| Campoformido                               | Santa Maria della Purificazione                           | Campoformido    | centro             | 2.415       |     |
| Cavalicco                                  | San Leonardo                                              | Tavagnacco      | Cavalicco          | 750         |     |
| Chiavris                                   | San Marco evangelista                                     | Udine           | Chiavris           | 5.500       |     |
| Colloredo di Prato                         | Santi Nicolò e Giorgio martiri                            | Pasian di Prato | Colloredo di Prato | 1.200       |     |
| Colugna                                    | Santi Pietro e Paolo apostoli                             | Tavagnacco      | Colugna            | 2.000       |     |
| del Cristo                                 | Esaltazione della Santa Croce                             | Udine           | sud                | 2.500       |     |
| Cormor                                     | Santa Maria Vergine della Salute                          | Udine           | Cormor             | 750         |     |
| Cussignacco                                | San Martino vescovo                                       | Udine           | Cussignacco        | 2.400       |     |
| Feletto                                    | Sant'Antonio abate                                        | Tavagnacco      | Feletto Umberto    | 5.500       |     |
| Gesù Buon Pastore                          | Gesù Buon Pastore                                         | Udine           | San Gottardo       | 2.600       |     |
| Godia                                      | San Giovanni Battista                                     | Udine           | Godia              | 850         |     |
| Laipacco                                   | Beata Maria Vergine del Rosario                           | Udine           | Laipacco           | 1.800       |     |
| Molin Nuovo                                | San Giuseppe lavoratore                                   | Tavagnacco      | Molin Nuovo        | 900         |     |
| Paderno                                    | Sant'Andrea apostolo                                      | Udine           | Paderno            | 5.600       |     |
| Pagnacco                                   | San Giorgio martire                                       | Pagnacco        | centro             | 2.750       |     |
| Plaino                                     | San Floriano martire                                      | Pagnacco        | Plaino             | 1.125       |     |
| Paparotti                                  | Sant'Anna                                                 | Udine           | Paparotti          | 1.600       |     |
| Pasian di Prato                            | San Giacomo apostolo                                      | Pasian di Prato | centro             | 3.780       |     |
| Passons                                    | San Martino vescovo                                       | Pasian di Prato | Passons            | 2.500       |     |
| Rizzi                                      | Sant'Antonio di Padova                                    | Udine           | Rizzi              | 1.900       |     |
| Sacro Cuore di Gesù e San Valentino        | Sacro Cuore di Gesù e San Valentino                       | Udine           | nordest            | 2.500       |     |
| Santa Caterina                             | Santi Caterina vergine e Giovanni Bosco                   | Pasian di Prato | Santa Caterina     | 1.950       |     |
| San Domenico                               | San Domenico                                              | Udine           | San Domenico       | 3.000       |     |
| San Giorgio Maggiore                       | San Giorgio martire                                       | Udine           | centro             | 3.400       |     |
| San Giovanni Bosco                         | San Giovanni Bosco                                        | Udine           | nordest            | 3.200       |     |
| San Giuseppe                               | San Giuseppe sposo della Beata Vergine Maria              | Udine           | sudovest           | 2.600       |     |
| San Gottardo                               | San Gottardo vescovo                                      | Udine           | San Gottardo       | 3.100       |     |
| San Nicolò vescovo al Tempio Ossario       | San Nicolò vescovo                                        | Udine           | ovest              | 4.700       |     |
| Sant'Osvaldo                               | Sant'Osvaldo                                              | Udine           | Sant'Osvaldo       | 2.300       |     |
| San Paolino                                | San Paolino d'Aquileia                                    | Udine           | est                | 4.100       |     |
| San Paolo                                  | San Paolo                                                 | Udine           | San Paolo          | 2.000       |     |
| San Pio X                                  | San Pio X                                                 | Udine           | Baldasseria        | 5.800       |     |
| San Quirino                                | San Quirino vescovo e martire                             | Udine           | centro             | 3.550       |     |
| Santissimo Redentore                       | Santissimo Redentore                                      | Udine           | centro             | 4.100       |     |
| San Rocco                                  | San Rocco                                                 | Udine           | San Rocco          | 2.000       |     |
| Tavagnacco                                 | Sant'Antonio abate                                        | Tavagnacco      | centro             | 1.150       |     |
| Villaggio del Sole                         | San Cromazio                                              | Udine           | Villaggio del Sole | 4.000       |     |

### Forania della Montagna
Comprende le parrocchie dei comuni di Amaro, Ampezzo, Arta Terme, Cavazzo Carnico, Cercivento, Comeglians, Chiusaforte, Dogna, Enemonzo, Forni Avoltri, Forni di Sopra, Forni di Sotto, Lauco, Malborghetto-Valbruna, Pontebba, Preone, Raveo, Resia, Ravascletto, Resiutta, Rigolato, Sappada, Sauris, Socchieve, Sutrio, Tolmezzo, Tarvisio, Treppo Ligosullo, Verzegnis, Villa Santina e Zuglio. 
| Parrocchia          | Patrono                                    | Comune                | Frazione/Quartiere                | Popolazione | Web                                              |
| ------------------- | ------------------------------------------ | --------------------- | --------------------------------- | ----------- | ------------------------------------------------ |
| Tolmezzo            | Santa Maria Oltrebut e San Martino vescovo | Tolmezzo              | centro                            | 7.200       |                                                  |
| Amaro               | San Nicolò vescovo                         | Amaro                 | centro                            | 732         |                                                  |
| Ampezzo             | Beata Vergine del Rosario e San Daniele    | Ampezzo               | centro                            | 1.020       | Archiviato l'8 ottobre 2014 in Internet Archive. |
| Arta Terme          | Santi Ermagora e Fortunato                 | Arta Terme            | centro                            | 564         |                                                  |
| Betania             | Sacro Cuore di Gesù                        | Tolmezzo              | Betania                           | 1.040       |                                                  |
| Camporosso          | Sant'Egidio abate                          | Tarvisio              | Camporosso in Valcanale           | 780         |                                                  |
| Caneva              | San Nicolò vescovo                         | Tolmezzo              | Caneva                            | 465         |                                                  |
| Cavazzo             | San Daniele                                | Cavazzo Carnico       | centro                            | 1.138       |                                                  |
| Cave del Predil     | Sant'Anna                                  | Tarvisio              | Cave del Predil                   | 400         |                                                  |
| Cazzaso             | Santissima Trinità                         | Tolmezzo              | Cazzaso                           | 403         |                                                  |
| Cedarchis           | San Giovanni Nepomuceno                    | Arta Terme            | Cedarchis                         | 360         |                                                  |
| Cercivento          | San Martino vescovo                        | Cercivento            | centro                            | 745         |                                                  |
| Chiaicis            | San Nicolò                                 | Verzegnis             | Chiaicis                          | 320         |                                                  |
| Chiusaforte         | San Bartolomeo apostolo                    | Chiusaforte           | centro                            | 630         |                                                  |
| Cleulis             | Sant'Osvaldo re                            | Paluzza               | Cleulis                           | 470         |                                                  |
| Comeglians          | San Giorgio martire                        | Comeglians            | Runchia                           | 385         |                                                  |
| Dierico             | Santa Maria Maggiore                       | Paularo               | Dierico                           | 525         |                                                  |
| Dogna               | San Leonardo abate                         | Dogna                 | centro                            | 280         |                                                  |
| Enemonzo            | Santi Ilario e Taziano                     | Enemonzo              | centro                            | 1.000       |                                                  |
| Forni Avoltri       | San Giovanni Battista                      | Forni Avoltri         | centro                            | 595         |                                                  |
| Forni di Sopra      | Santa Maria Assunta                        | Forni di Sopra        | centro                            | 1.070       |                                                  |
| Forni di Sotto      | Santa Maria del Rosario                    | Forni di Sotto        | centro                            | 660         |                                                  |
| Fusine in Valromana | San Leonardo abate                         | Tarvisio              | Fusine in Valromana               | 550         |                                                  |
| Illegio             | San Floriano martire                       | Tolmezzo              | Illegio                           | 376         |                                                  |
| Imponzo             | San Bartolomeo apostolo                    | Tolmezzo              | Imponzo                           | 626         |                                                  |
| Invillino           | Santa Maria Maddalena                      | Villa Santina         | Invillino                         | 525         |                                                  |
| Lauco               | Tutti i Santi                              | Lauco                 | centro                            | 612         |                                                  |
| Liariis             | Santi Vito, Modesto e Crescenzia           | Ovaro                 | Liariis                           | 240         |                                                  |
| Ligosullo           | San Nicolò                                 | Treppo Ligosullo      | Ligosullo                         | 206         |                                                  |
| Luincis             | Santa Maria di Gorto                       | Ovaro                 | Luincis                           | 700         |                                                  |
| Maiaso              | San Nicolò                                 | Enemonzo              | Maiaso                            | 355         |                                                  |
| Malborghetto        | Visitazione di Maria Santissima            | Malborghetto-Valbruna | Malborghetto                      | 380         |                                                  |
| Mione-Luint         | Sant'Antonio abate                         | Ovaro                 | Mione e Luint                     | 200         |                                                  |
| Moggio Udinese      | San Gallo abate                            | Moggio Udinese        | Moggio di Sopra e Moggio di Sotto | 1.850       |                                                  |
| Oseacco             | Santi Vito, Modesto e Crescenzia           | Resia                 | Oseacco                           | 300         |                                                  |
| Ovaro               | Santissima Trinità                         | Ovaro                 | centro                            | 1.200       |                                                  |
| Paluzza             | San Daniele profeta                        | Paluzza               | centro e Naunina                  | 1.637       |                                                  |
| Paularo             | Santi Vito, Modesto e Crescenzia martiri   | Paularo               | centro                            | 1.547       |                                                  |
| Pesariis            | Santi Filippo e Giacomo apostoli           | Prato Carnico         | Pesariis                          | 210         |                                                  |
| Piano d'Arta        | Santo Stefano martire                      | Arta Terme            | Piano d'Arta                      | 750         |                                                  |
| Pontebba            | Santa Maria Maggiore                       | Pontebba              | centro                            | 1.586       |                                                  |
| Prato Carnico       | San Canciano martire                       | Prato Carnico         | centro                            | 685         |                                                  |
| Preone              | San Giorgio martire                        | Preone                | centro                            | 275         |                                                  |
| Ravascletto         | San Matteo apostolo                        | Ravascletto           | centro                            | 510         |                                                  |
| Raveo               | San Floriano martire e Santa Maria         | Raveo                 | centro                            | 505         |                                                  |
| Resia               | Santa Maria Assunta                        | Resia                 | Prato di Resia                    | 650         |                                                  |
| Resiutta            | San Martino vescovo                        | Resiutta              | centro                            | 315         |                                                  |
| Rigolato            | Santi Filippo e Giacomo apostoli           | Rigolato              | centro                            | 425         |                                                  |
| Rivalpo-Valle       | San Martino vescovo                        | Arta Terme            | Rivalpo e Valle                   | 500         |                                                  |
| Salino              | Santa Caterina vergine e martire           | Paularo               | Salino                            | 687         |                                                  |
| Sappada             | Santa Margherita vergine e martire         | Sappada               | centro                            | 1.376       |                                                  |
| Sauris              | Sant'Osvaldo re e martire                  | Sauris                | Sauris di Sotto                   | 430         |                                                  |
| Socchieve           | Santa Maria Annunziata                     | Socchieve             | Castoia                           | 930         |                                                  |
| Stolvizza           | San Carlo Borromeo                         | Resia                 | Stolvizza                         | 275         |                                                  |
| Sutrio              | Ognissanti                                 | Sutrio                | centro                            | 1.437       |                                                  |
| Tarvisio            | Santi Pietro e Paolo apostoli              | Tarvisio              | centro                            | 2.700       |                                                  |
| Terzo-Lorenzaso     | San Giovanni Battista                      | Tolmezzo              | Terzo e Lorenzaso                 | 375         |                                                  |
| Timau               | Santa Gertrude vergine                     | Paluzza               | Timau                             | 445         |                                                  |
| Treppo Carnico      | Sant'Agnese vergine e martire              | Treppo Ligosullo      | Treppo Carnico                    | 500         |                                                  |
| Tualis              | San Vincenzo martire                       | Comeglians            | Tualis                            | 115         |                                                  |
| Ugovizza            | Santi Filippo e Giacomo apostoli           | Malborghetto-Valbruna | Ugovizza                          | 575         |                                                  |
| Verzegnis           | San Martino vescovo                        | Verzegnis             | Villa                             | 487         |                                                  |
| Villa Santina       | San Lorenzo martire                        | Villa Santina         | centro                            | 1.500       |                                                  |
| Zuglio              | San Pietro di Carnia                       | Zuglio                | centro                            | 600         |                                                  |

### Forania del Friuli Orientale
Comprende le parrocchie dei comuni di Cividale del Friuli, Corno di Rosazzo, Faedis, Manzano, Moimacco, Premariacco, Prepotto, Remanzacco, San Giovanni al Natisone, San Leonardo, San Pietro al Natisone e Torreano e della frazione Grions di Povoletto.
| Parrocchia                 | Patrono                                  | Comune                   | Frazione/Quartiere        | Popolazione | Web |
| -------------------------- | ---------------------------------------- | ------------------------ | ------------------------- | ----------- | --- |
| Cividale del Friuli        | Santa Maria Assunta                      | Cividale del Friuli      | centro                    | 5.150       |     |
| Antro                      | San Silvestro papa                       | Pulfero                  | Antro                     | 245         |     |
| Brischis                   | San Floriano martire                     | Pulfero                  | Brischis                  | 565         |     |
| Buttrio                    | Santa Maria Assunta                      | Buttrio                  | centro                    | 3.000       |     |
| Campeglio                  | San Michele arcangelo                    | Faedis                   | Campeglio                 | 1.000       |     |
| Camino                     | Santi Giacomo e Bartolomeo               | Buttrio                  | Camino                    | 563         |     |
| Case                       | San Tommaso apostolo                     | Manzano                  | Case                      | 1.262       |     |
| Cerneglons                 | San Lorenzo martire                      | Remanzacco               | Cerneglons                | 490         |     |
| Corno di Rosazzo           | Santa Maria del Rosario                  | Corno di Rosazzo         | centro                    | 1.525       |     |
| Dolegnano                  | Santi Vito, Modesto e Crescenzia martiri | San Giovanni al Natisone | Dolegnano                 | 590         |     |
| Drenchia                   | Santa Maria Assunta                      | Drenchia                 | centro                    | 200         |     |
| Erbezzo                    | Sant'Andrea apostolo                     | Pulfero                  | Erbezzo                   | 245         |     |
| Faedis                     | Santa Maria Assunta                      | Faedis                   | centro                    | 1.537       |     |
| Gagliano                   | San Floriano martire                     | Cividale del Friuli      | Gagliano                  | 937         |     |
| Grions del Torre           | Santi Vito, Modesto e Crescenzia martiri | Povoletto                | Grions                    | 550         |     |
| Ipplis                     | San Giovanni Battista                    | Premariacco              | Ipplis e Azzano           | 600         |     |
| Liessa                     | Santa Maria del buon Consiglio           | Grimacco                 | Liessa                    | 412         |     |
| Lovaria                    | San Giovanni Battista                    | Pradamano                | Lovaria                   | 295         |     |
| Manzano                    | Santa Maria Assunta                      | Manzano                  | centro                    | 4.305       |     |
| Manzinello                 | Santa Margherita vergine e martire       | Manzano                  | Manzinello                | 315         |     |
| Medeuzza                   | San Leonardo                             | San Giovanni al Natisone | Medeuzza                  | 610         |     |
| Moimacco                   | Santa Maria Assunta                      | Moimacco                 | centro                    | 1.600       |     |
| Oleis                      | Santi Giovanni Battista e Nicolò         | Manzano                  | Oleis                     | 475         |     |
| Orsaria                    | Sant'Ulderico vescovo                    | Premariacco              | Orsaria                   | 1.262       |     |
| Orzano                     | Santa Maria Assunta                      | Remanzacco               | Orzano                    | 810         |     |
| Pradamano                  | Santa Cecilia                            | Pradamano                | centro                    | 2.487       |     |
| Premariacco                | San Silvestro papa                       | Premariacco              | centro                    | 1.775       |     |
| Prepotto                   | San Giovanni Battista                    | Prepotto                 | centro                    | 900         |     |
| Prestento                  | San Lorenzo martire                      | Torreano                 | Prestento                 | 1.100       |     |
| Purgessimo                 | Santi Maria e Mauro                      | Cividale del Friuli      | Purgessimo                | 350         |     |
| Rualis                     | Santo Stefano Protomartire               | Cividale del Friuli      | Rualis                    | 2.600       |     |
| Remanzacco                 | San Giovanni Battista                    | Remanzacco               | centro                    | 2.650       |     |
| Rubignacco                 | San Marco evangelista                    | Cividale del Friuli      | Rubignacco                | 1.800       |     |
| Sanguarzo                  | San Giorgio martire                      | Cividale del Friuli      | Sanguarzo                 | 387         |     |
| Sant'Andrat del Judrio     | Sant'Andrea apostolo                     | Corno di Rosazzo         | Sant'Andrat del Judrio    | 1.475       |     |
| San Leonardo               | San Leonardo abate                       | San Leonardo             | centro                    | 700         |     |
| San Lorenzo di Soleschiano | San Lorenzo                              | Manzano                  | San Lorenzo e Soleschiano | 540         |     |
| San Giovanni al Natisone   | San Giovanni Battista                    | San Giovanni al Natisone | centro                    | 3.800       |     |
| San Pietro al Natisone     | San Pietro apostolo                      | San Pietro al Natisone   | centro                    | 1.250       |     |
| Savogna                    | Santi Ermagora e Fortunato               | Savogna                  | centro                    | 300         |     |
| Stregna                    | San Paolo apostolo                       | Stregna                  | centro                    | 210         |     |
| Tercimonte                 | San Giovanni Battista                    | Savogna                  | Tercimonte                | 250         |     |
| Tribil Superiore           | San Giovanni Battista                    | Stregna                  | Tribil Superiore          | 300         |     |
| Torreano                   | San Martino vescovo                      | Torreano                 | centro                    | 1.150       |     |
| Villanova del Judrio       | Santi Filippo e Giacomo apostoli         | San Giovanni al Natisone | Villanova del Judrio      | 912         |     |
| Ziracco                    | Santa Maria Assunta                      | Remanzacco               | Ziracco                   | 750         |     |

### Forania del Medio Friuli
Comprende le parrocchie dei comuni di Basiliano, Bertiolo, Camino al Tagliamento, Codroipo, Varmo, Mereto di Tomba e Sedegliano.
| Parrocchia                | Patrono                                  | Comune                | Frazione/Quartiere                                      | Popolazione | Web |
| ------------------------- | ---------------------------------------- | --------------------- | ------------------------------------------------------- | ----------- | --- |
| Codroipo                  | Santa Maria Maggiore                     | Codroipo              | centro                                                  | 6.375       |     |
| Basiliano                 | Sant'Andrea apostolo                     | Basiliano             | centro                                                  | 1.350       |     |
| Basagliapenta             | Santa Maria Assunta                      | Basiliano             | Basagliapenta                                           | 500         |     |
| Beano                     | San Martino vescovo                      | Codroipo              | Beano                                                   | 475         |     |
| Belgrado                  | Santi Nicolò vescovo e Rocco             | Varmo                 | Belgrado                                                | 210         |     |
| Bertiolo                  | San Martino vescovo                      | Bertiolo              | centro                                                  | 1.500       |     |
| Biauzzo                   | Santi Giacomo apostolo e Martino vescovo | Codroipo              | Biauzzo                                                 | 752         |     |
| Blessano                  | Santo Stefano protomartire               | Basiliano             | Blessano                                                | 660         |     |
| Bugnins                   | San Lorenzo                              | Camino al Tagliamento | Bugnins e Straccis                                      | 185         |     |
| Canussio                  | San Michele arcangelo                    | Varmo                 | Canussio                                                | 510         |     |
| Coderno                   | Santi Filippo e Giacomo apostoli         | Sedegliano            | Coderno                                                 | 462         |     |
| Goricizza                 | San Bartolomeo apostolo                  | Codroipo              | Goricizza                                               | 750         |     |
| Gradisca                  | Santo Stefano protomartire               | Sedegliano            | Gradisca                                                | 725         |     |
| Gradiscutta               | San Giorgio martire                      | Varmo                 | Gradiscutta                                             | 220         |     |
| Grions                    | Sant'Andrea apostolo                     | Sedegliano            | Grions                                                  | 343         |     |
| Iutizzo                   | San Marco evangelista                    | Codroipo              | Iutizzo                                                 | 434         |     |
| Lonca                     | Santa Caterina vergine e martire         | Codroipo              | Lonca                                                   | 412         |     |
| Mereto di Tomba           | San Michele arcangelo                    | Mereto di Tomba       | centro                                                  | 568         |     |
| Muscletto                 | Santo Stefano protomartire               | Codroipo              | Muscletto, San Martino e San Pietro                     | 373         |     |
| Orgnano                   | San Bartolomeo apostolo                  | Basiliano             | Orgnano                                                 | 550         |     |
| Pantianicco               | San Canciano martire                     | Mereto di Tomba       | Pantianicco                                             | 687         |     |
| Pieve di Rosa-Camino      | Santa Maria di Pieve di Rosa             | Camino al Tagliamento | centro, Glaunicco, Gorizzo, San Vidotto e Pieve di Rosa | 1.425       |     |
| Plasencis                 | San Leonardo                             | Mereto di Tomba       | Plasencis e Savalons                                    | 593         |     |
| Pozzecco                  | Sant'Andrea apostolo                     | Bertiolo              | Pozzecco                                                | 600         |     |
| Pozzo                     | Santa Giustina vergine e martire         | Codroipo              | Pozzo                                                   | 570         |     |
| Rivis                     | Santa Margherita vergine e martire       | Sedegliano            | Rivis                                                   | 250         |     |
| Rivolto                   | San Michele arcangelo                    | Codroipo              | Rivolto                                                 | 600         |     |
| Romans di Varmo           | Santi Filippo e Giacomo apostoli         | Varmo                 | Romans                                                  | 600         |     |
| Roveredo di Varmo         | Santi Ermacora e Fortunato               | Varmo                 | Roveredo                                                | 500         |     |
| San Lorenzo di Sedegliano | San Lorenzo martire                      | Sedegliano            | San Lorenzo                                             | 536         |     |
| San Marco di Mereto       | San Marco evangelista                    | Mereto di Tomba       | San Marco                                               | 387         |     |
| Sedegliano                | Sant'Antonio abate                       | Sedegliano            | centro                                                  | 1.100       |     |
| Tomba di Mereto           | San Michele arcangelo                    | Mereto di Tomba       | Tomba                                                   | 393         |     |
| Turrida                   | San Martino vescovo                      | Sedegliano            | Turrida                                                 | 415         |     |
| Varmo                     | San Lorenzo martire                      | Varmo                 | centro                                                  | 750         |     |
| Variano                   | San Giovanni Battista                    | Basiliano             | Variano                                                 | 820         |     |
| Villaorba                 | San Tomaso                               | Basiliano             | Villaorba                                               | 600         |     |
| Virco                     | Santi Daniele ed Agostino vescovo        | Bertiolo              | Virco                                                   | 350         |     |
| Vissandone                | San Michele arcangelo                    | Basiliano             | Vissandone                                              | 612         |     |
| Zompicchia                | Santa Maria Addolorata                   | Codroipo              | Zompicchia                                              | 539         |     |

### Forania della Pedemontana
Comprende le parrocchie dei comuni di Artegna, Bordano, Gemona del Friuli, Lusevera, Montenars, Osoppo, Trasaghis, Attimis, Nimis, Povoletto, Taipana, Tarcento e Venzone; non vi è compresa la parrocchia della frazione Grions di Povoletto (for. del Friuli Orientale).
| Parrocchia                      | Patrono                                   | Comune             | Frazione/Quartiere     | Popolazione | Web |
| ------------------------------- | ----------------------------------------- | ------------------ | ---------------------- | ----------- | --- |
| Gemona del Friuli               | Santa Maria Assunta                       | Gemona del Friuli  | centro                 | 8.832       |     |
| Alesso                          | San Bartolomeo apostolo                   | Trasaghis          | Alesso                 | 838         |     |
| Ara Grande                      | San Bartolomeo apostolo                   | Tricesimo          | Ara Grande             | 562         |     |
| Artegna                         | Santa Maria Nascente                      | Artegna            | centro                 | 2.812       |     |
| Attimis                         | Sant'Andrea apostolo                      | Attimis            | centro                 | 698         |     |
| Avasinis                        | San Nicolò                                | Trasaghis          | Avasinis               | 325         |     |
| Billerio                        | San Giacomo                               | Magnano in Riviera | Billiero               | 575         |     |
| Bordano                         | Sant'Antonio di Padova                    | Bordano            | centro                 | 750         |     |
| Bueriis                         | San Nicolò vescovo                        | Magnano in Riviera | Bueriis                | 560         |     |
| Campolessi                      | San Marco Evangelista                     | Gemona del Friuli  | Lessi                  | 850         |     |
| Cassacco                        | San Giovanni Battista                     | Cassacco           | centro                 | 2.350       |     |
| Cergneu                         | San Giacomo Maggiore Apostolo             | Nimis              | Cergneu                | 520         |     |
| Ciseriis                        | San Carlo Borromeo                        | Tarcento           | Ciseriis               | 500         |     |
| Coia                            | San Lorenzo martire                       | Tarcento           | Coia e Sammardenchia   | 300         |     |
| Collalto della Soima            | San Leonardo                              | Tarcento           | Collalto               | 450         |     |
| Collerumiz                      | San Giuseppe                              | Tarcento           | Collerumiz             | 325         |     |
| Cortale                         | Santissimo Nome di Maria                  | Reana del Rojale   | Cortale                | 237         |     |
| Forame                          | Sant'Antonio abate                        | Attimis            | Forame                 | 170         |     |
| Fraelacco                       | Santi Vito, Modesto e Crescenzia martiri  | Tricesimo          | Fraelacco              | 250         |     |
| Loneriacco                      | Santi Gervasio e Protasio martiri         | Tarcento           | Loneriacco             | 262         |     |
| Lusevera                        | San Giorgio martire                       | Lusevera           | centro                 | 162         |     |
| Magnano in Riviera              | Santissima Trinità                        | Magnano in Riviera | centro                 | 937         |     |
| Magredis                        | Santa Maria Assunta                       | Povoletto          | Magredis e Bellazoia   | 412         |     |
| Monteaperta                     | San Michele arcangelo                     | Taipana            | Monteaperta            | 180         |     |
| Montenars                       | Sant'Elena imperatrice                    | Montenars          | centro                 | 560         |     |
| Nimis                           | Santi Gervasio e Protasio                 | Nimis              | centro                 | 2.062       |     |
| Osoppo                          | Santa Maria ad Nives                      | Osoppo             | centro                 | 2.500       |     |
| Ospedaletto                     | Santo Spirito                             | Gemona del Friuli  | Ospedaletto            | 1.150       |     |
| Platischis                      | San Giovanni Battista                     | Taipana            | Platischis             | 51          |     |
| Portis                          | San Bartolomeo apostolo                   | Venzone            | Portis                 | 700         |     |
| Povoletto                       | San Clemente papa                         | Povoletto          | centro                 | 1.598       |     |
| Pradielis                       | San Giuseppe sposo                        | Lusevera           | Pradielis              | 250         |     |
| Prossenicco                     | San Leonardo Abate                        | Taipana            | Prossenicco            | 36          |     |
| Qualso                          | Santa Maria Assunta                       | Reana del Rojale   | Qualso                 | 650         |     |
| Racchiuso                       | San Silvestro papa                        | Attimis            | Racchiuso              | 465         |     |
| Raspano                         | San Marco evangelista                     | Cassacco           | Raspano                | 562         |     |
| Ravosa                          | San Martino vescovo                       | Povoletto          | Ravosa                 | 496         |     |
| Reana del Roiale                | Santi Fortunato e Felice martiri          | Reana del Rojale   | centro                 | 1.400       |     |
| Ribis                           | Beata Vergine del Carmine                 | Reana del Rojale   | Ribis                  | 325         |     |
| Rizzolo                         | Santi Ilario e Taziano martiri            | Reana del Rojale   | Rizzolo                | 810         |     |
| Salt del Torre                  | San Martino vescovo                       | Povoletto          | Salt                   | 910         |     |
| Savorgnano del Torre            | San Michele arcangelo                     | Povoletto          | Savorgnano del Torre   | 1.200       |     |
| Sedilis                         | Santa Giuliana                            | Tarcento           | Sedilis                | 375         |     |
| Segnacco                        | Sant'Eufemia vergine e martire            | Tarcento           | Segnacco               | 750         |     |
| Subit                           | Sant'Anna                                 | Attimis            | Subit                  | 150         |     |
| Taipana                         | San Mattia apostolo                       | Taipana            | centro                 | 195         |     |
| Tarcento                        | San Pietro apostolo                       | Tarcento           | centro                 | 6.000       |     |
| Trasaghis                       | Santa Margherita                          | Trasaghis          | centro                 | 1.070       |     |
| Torlano                         | Sant'Antonio di Padova                    | Nimis              | Torlano                | 226         |     |
| Tricesimo                       | Santa Maria della Purificazione           | Tricesimo          | centro                 | 5.400       |     |
| Tricesimo - Madonna Missionaria | Santa Maria Assunta                       | Tricesimo          | centro                 | 375         |     |
| Valle del Roiale                | San Giovanni Battista                     | Reana del Rojale   | Valle                  | 275         |     |
| Venzone                         | Sant'Andrea apostolo                      | Venzone            | centro                 | 1.662       |     |
| Vergnacco                       | Santi Marco evangelista e Tomaso apostolo | Reana del Rojale   | Vergnacco              | 520         |     |
| Villanova delle Grotte          | San Floriano martire                      | Lusevera           | Villanova delle Grotte | 150         |     |
| Zompitta                        | San Martino vescovo                       | Reana del Rojale   | Zompitta               | 450         |     |

### Forania della Bassa Friulana
Comprende le parrocchie dei comuni di Carlino, Latisana, Lignano Sabbiadoro, Marano Lagunare, Muzzana del Turgnano, Rivignano Teor, Palazzolo dello Stella, Pocenia, Porpetto, Precenicco, San Giorgio di Nogaro, Torviscosa e delle frazioni Campolonghetto e Castions delle Mura di Bagnaria Arsa. 
| Parrocchia            | Patrono                                      | Comune                 | Frazione/Quartiere  | Popolazione | Web |
| --------------------- | -------------------------------------------- | ---------------------- | ------------------- | ----------- | --- |
| Latisana              | San Giovanni Battista                        | Latisana               | centro              | 6.462       |     |
| San Giorgio di Nogaro | San Giorgio martire                          | San Giorgio di Nogaro  | centro              | 5.925       |     |
| Ariis                 | San Giacomo martire                          | Rivignano Teor         | Ariis               | 337         |     |
| Bevazzana             | San Giuseppe sposo della Beata Vergine Maria | Latisana               | Bevazzana           | 1.200       |     |
| Campolonghetto        | San Giacomo martire e apostolo               | Bagnaria Arsa          | Campolonghetto      | 558         |     |
| Campomolle            | San Michele arcangelo                        | Rivignano Teor         | Campomolle          | 300         |     |
| Castions delle Mura   | Santa Maria Assunta                          | Bagnaria Arsa          | Castions delle Mura | 893         |     |
| Castello di Porpetto  | San Francesco d'Assisi                       | Porpetto               | Castello            | 600         |     |
| Carlino               | San Tomaso                                   | Carlino                | centro              | 2.000       |     |
| Corgnolo              | Sacro Cuore di Gesù                          | Porpetto               | Corgnolo            | 587         |     |
| Driolassa             | San Marco evangelista                        | Rivignano Teor         | Driolassa           | 400         |     |
| Flambruzzo            | Santa Maria                                  | Rivignano Teor         | Flambruzzo          | 514         |     |
| Fraforeano            | Santi Fermo, Rustico e Procolo               | Ronchis                | Fraforeano          | 184         |     |
| Gorgo                 | Santi Filippo e Giacomo apostoli             | Latisana               | Gorgo               | 900         |     |
| Latisanotta           | Santa Maria Maddalena                        | Latisana               | Latisanotta         | 1.500       |     |
| Lignano               | San Giovanni Bosco                           | Lignano Sabbiadoro     | centro              | 5.000       |     |
| Malisana              | Santi Pietro e Paolo apostoli                | Torviscosa             | Malisana            | 750         |     |
| Marano Lagunare       | San Martino Vescovo                          | Marano Lagunare        | centro              | 2.600       |     |
| Muzzana               | San Vitale martire                           | Muzzana del Turgnano   | centro              | 2.600       |     |
| Palazzolo             | Santo Stefano martire                        | Palazzolo dello Stella | centro              | 2.550       |     |
| Pertegada             | Santo Spirito                                | Latisana               | Pertegada           | 1.725       |     |
| Piancada              | Santa Caterina                               | Palazzolo dello Stella | Piancada            | 500         |     |
| Pocenia               | San Nicolò vescovo                           | Pocenia                | centro              | 1.462       |     |
| Porpetto              | San Vincenzo martire                         | Porpetto               | centro              | 1.500       |     |
| Porto Nogaro          | San Leonardo                                 | San Giorgio di Nogaro  | Porto Nogaro        | 389         |     |
| Precenicco            | San Martino vescovo                          | Precenicco             | centro              | 1.505       |     |
| Rivarotta             | Santissima Trinità                           | Rivignano Teor         | Rivarotta           | 500         |     |
| Rivignano             | San Lorenzo martire                          | Rivignano Teor         | Rivignano           | 3.000       |     |
| Ronchis               | Sant'Andrea apostolo                         | Ronchis                | centro              | 1.500       |     |
| Teor                  | San Mauro martire                            | Rivignano Teor         | Teor                | 695         |     |
| Torsa                 | Santa Maria Assunta                          | Pocenia                | Torsa               | 1.150       |     |
| Torviscosa            | Santa Maria Assunta                          | Torviscosa             | centro              | 2.000       |     |
| Villanova             | San Floriano                                 | San Giorgio di Nogaro  | Villanova           | 770         |     |
| Zellina               | Cuore Immacolato di Maria                    | San Giorgio di Nogaro  | Zellina             | 625         |     |

### Forania del Friuli Centrale
Comprende le parrocchie dei comuni di Palmanova, Trivignano Udinese, Pavia di Udine, Santa Maria la Longa, Bicinicco, Castions di Strada, Lestizza, Mortegliano, Pozzuolo del Friuli, Talmassons e gran parte di quello di Bagnaria Arsa. Non sono comprese le frazioni Campolonghetto e Castions delle Mura di Bagnaria Arsa, che fanno parte della forania della Bassa Friulana.
| Parrocchia                | Patrono                                | Comune               | Frazione/Quartiere              | Popolazione | Web |
| ------------------------- | -------------------------------------- | -------------------- | ------------------------------- | ----------- | --- |
| Palmanova                 | Santissimo Redentore                   | Palmanova            | centro                          | 4.550       |     |
| Bagnaria Arsa             | San Giorgio martire                    | Bagnaria Arsa        | centro                          | 728         |     |
| Bicinicco                 | San Pietro apostolo                    | Bicinicco            | centro                          | 775         |     |
| Cargnacco                 | Madonna del Conforto                   | Pozzuolo del Friuli  | Cargnacco                       | 850         |     |
| Carpeneto                 | Santa Maria Assunta                    | Pozzuolo del Friuli  | Carpeneto                       | 537         |     |
| Castions di Strada        | San Giuseppe sposo della Beata Vergine | Castions di Strada   | centro                          | 2.730       |     |
| Chiasiellis               | Santa Maria Annunziata                 | Mortegliano          | Chiasiellis                     | 500         |     |
| Clauiano                  | San Giorgio martire                    | Trivignano Udinese   | Clauiano                        | 600         |     |
| Fauglis                   | San Giorgio martire                    | Gonars               | Fauglis                         | 800         |     |
| Felettis                  | San Giusto martire                     | Bicinicco            | Felettis                        | 450         |     |
| Flambro                   | Santa Maria Annunziata                 | Talmassons           | Flambro                         | 1.012       |     |
| Flumignano                | Santi Pietro e Paolo                   | Talmassons           | Flumignano                      | 950         |     |
| Galleriano                | San Martino vescovo                    | Lestizza             | Galleriano                      | 630         |     |
| Gonars                    | San Canciano martire                   | Gonars               | centro                          | 3.200       |     |
| Gris e Cuccana            | Sant'Andrea apostolo                   | Bicinicco            | Gris e Cuccana                  | 562         |     |
| Ialmicco                  | Santa Maria Maddalena                  | Palmanova            | Ialmicco                        | 777         |     |
| Lauzacco                  | Sant'Agata vergine e martire           | Pavia di Udine       | Lauzacco                        | 1.187       |     |
| Lavariano                 | San Paolo apostolo                     | Mortegliano          | Lavariano                       | 1.012       |     |
| Lestizza                  | San Biagio vescovo e martire           | Lestizza             | centro                          | 825         |     |
| Lumignacco                | Sant'Andrea apostolo                   | Pavia di Udine       | Lumignacco                      | 880         |     |
| Mereto di Capitolo        | San Michele                            | Santa Maria la Longa | Mereto di Capitolo              | 548         |     |
| Morsano di Strada         | Santa Maria Maddalena                  | Castions di Strada   | Morsano di Strada               | 1.012       |     |
| Mortegliano               | Santissima Trinità                     | Mortegliano          | centro                          | 3.487       |     |
| Nespoledo                 | San Martino vescovo                    | Lestizza             | Nespoledo                       | 675         |     |
| Ontagnano                 | San Michele arcangelo                  | Gonars               | Ontagnano                       | 480         |     |
| Pavia di Udine            | Sant'Ulderico vescovo                  | Pavia di Udine       | centro                          | 1.000       |     |
| Percoto                   | San Martino vescovo                    | Pavia di Udine       | Percoto                         | 1.587       |     |
| Pozzuolo                  | Sant'Andrea apostolo                   | Pozzuolo del Friuli  | centro                          | 1.675       |     |
| Risano                    | San Canciano martire                   | Pavia di Udine       | Risano                          | 850         |     |
| Sammardenchia             | San Leonardo                           | Pozzuolo del Friuli  | Sammardenchia                   | 825         |     |
| Santa Maria la Longa      | Santa Maria Assunta                    | Santa Maria la Longa | centro                          | 887         |     |
| Santa Maria di Sclaunicco | Santa Maria Assunta                    | Lestizza             | Santa Maria di Sclaunicco       | 900         |     |
| Santo Stefano Udinese     | Santo Stefano martire                  | Santa Maria la Longa | Santo Stefano Udinese e Tissano | 595         |     |
| Sant'Andrat del Cormor    | Sant'Andrea apostolo                   | Talmassons           | Sant'Andrat del Cormor          | 337         |     |
| Sclaunicco                | San Michele arcangelo                  | Lestizza             | Sclaunicco                      | 560         |     |
| Sevegliano                | Sant'Andrea apostolo                   | Bagnaria Arsa        | Sevegliano                      | 1.288       |     |
| Talmassons                | San Lorenzo martire                    | Talmassons           | centro                          | 1.875       |     |
| Terenzano                 | San Martino vescovo                    | Pozzuolo del Friuli  | Terenzano                       | 1.287       |     |
| Trivignano                | San Teodoro martire                    | Trivignano Udinese   | centro                          | 1.100       |     |
| Villacaccia               | San Giusto martire                     | Lestizza             | Villacaccia                     | 270         |     |
| Zugliano                  | San Michele arcangelo                  | Pozzuolo del Friuli  | Zugliano                        | 1.200       |     |

### Forania del Friuli Collinare
Comprende le parrocchie dei comuni di Coseano, Dignano, Forgaria nel Friuli, Flaibano, Ragogna, Rive d'Arcano, Buia, Colloredo, Fagagna, San Vito di Fagagna, Moruzzo, Martignacco, Majano e San Daniele del Friuli. 
| Parrocchia                   | Patrono                                  | Comune                    | Frazione/Quartiere            | Popolazione | Web |
| ---------------------------- | ---------------------------------------- | ------------------------- | ----------------------------- | ----------- | --- |
| San Daniele                  | San Michele arcangelo                    | San Daniele del Friuli    | centro                        | 6.750       |     |
| Avilla                       | San Pietro apostolo                      | Buia                      | Avilla                        | 970         |     |
| Barazzetto                   | Santi Pietro e Paolo apostoli            | Coseano                   | Barazzetto                    | 300         |     |
| Buia-Monte                   | San Lorenzo martire                      | Buja                      | Santo Stefano                 | 3.660       |     |
| Caporiacco                   | San Lorenzo martire                      | Colloredo di Monte Albano | Caporiacco                    | 673         |     |
| Carpacco                     | San Michele arcangelo                    | Dignano                   | Carpacco                      | 918         |     |
| Ciconicco                    | Santi Cosma e Damiano martiri            | Fagagna                   | Ciconicco                     | 700         |     |
| Cisterna                     | Santa Maria Assunta                      | Coseano                   | Cisterna                      | 800         |     |
| Colloredo di Monte Albano    | Sant'Andrea e Mattia apostoli            | Colloredo di Monte Albano | centro                        | 800         |     |
| Comerzo                      | Santa Maria Assunta                      | Majano                    | Comerzo                       | 1.060       |     |
| Cornino                      | Santa Giuliana vergine e martire         | Forgaria nel Friuli       | Cornino                       | 500         |     |
| Coseano                      | San Giacomo apostolo                     | Coseano                   | centro                        | 767         |     |
| Dignano                      | San Sebastiano martire                   | Dignano                   | centro                        | 1.000       |     |
| Fagagna                      | Santa Maria Assunta                      | Fagagna                   | centro                        | 3.635       |     |
| Farla                        | Presentazione di Gesù Cristo al Tempio   | Majano                    | Farla                         | 640         |     |
| Flagogna                     | Santa Maria Maddalena                    | Forgaria nel Friuli       | Flagogna                      | 400         |     |
| Flaibano                     | Santa Maria Annunziata                   | Flaibano                  | centro                        | 875         |     |
| Forgaria                     | San Lorenzo                              | Forgaria nel Friuli       | centro                        | 850         |     |
| Madrisio                     | Sant'Andrea apostolo                     | Fagagna                   | Madrisio                      | 925         |     |
| Madonna                      | Beata Vergine ad Melotum                 | Buja                      | Madonna                       | 1.140       |     |
| Maiano                       | Santi Pietro e Paolo apostoli            | Majano                    | centro                        | 3.200       |     |
| Martignacco                  | Santa Maria Assunta                      | Martignacco               | centro                        | 2.500       |     |
| Mels                         | Ognissanti                               | Colloredo di Monte Albano | Mels                          | 670         |     |
| Moruzzo                      | San Tomaso apostolo                      | Moruzzo                   | centro                        | 1.000       |     |
| Muris di Ragogna             | Santa Croce                              | Ragogna                   | Muris                         | 475         |     |
| Nogaredo di Corno            | San Giorgio martire                      | Coseano                   | Nogaredo di Corno             | 250         |     |
| Nogaredo di Prato-Faugnacco  | San Martino vescovo                      | Martignacco               | Nogaredo di Prato e Faugnacco | 900         |     |
| San Giacomo di Ragogna       | San Giacomo apostolo                     | Ragogna                   | San Giacomo                   | 1.100       |     |
| San Pietro di Ragogna        | San Pietro apostolo                      | Ragogna                   | San Pietro                    | 250         |     |
| Sant'Odorico al Tagliamento  | Sant'Odorico                             | Flaibano                  | San Odorico                   | 312         |     |
| Santa Margherita del Gruagno | Santa Margherita vergine e martire       | Moruzzo                   | Santa Margherita del Gruagno  | 2.462       |     |
| San Vito di Fagagna          | Santi Vito, Modesto e Crescenzia martiri | San Vito di Fagagna       | centro                        | 837         |     |
| San Tomaso                   | San Tommaso apostolo                     | Majano                    | San Tomaso                    | 410         |     |
| Susans                       | Santo Stefano                            | Majano                    | Susans                        | 540         |     |
| Silvella                     | Santa Maria Assunta                      | San Vito di Fagagna       | Silvella                      | 660         |     |
| Pers                         | San Michele arcangelo                    | Majano                    | Pers                          | 520         |     |
| Pignano                      | Natività della Beata Vergine Maria       | Ragogna                   | Pignano                       | 562         |     |
| Rive d'Arcano                | San Martino vescovo                      | Rive d'Arcano             | centro                        | 850         |     |
| Rodeano                      | San Nicolò vescovo                       | Rive d'Arcano             | Rodeano Basso                 | 1.110       |     |
| Tomba di Buia                | Santa Maria Annunziata                   | Buja                      | Tomba                         | 365         |     |
| Treppo Grande                | Immacolata Concezione                    | Treppo Grande             | centro                        | 1.185       |     |
| Urbignacco                   | Cristo Re                                | Buja                      | Urbignacco                    | 605         |     |
| Vendoglio                    | San Michele arcangelo                    | Treppo Grande             | Vendoglio                     | 580         |     |
| Vidulis                      | Santi Angeli custodi                     | Dignano                   | Vidulis                       | 430         |     |
| Villalta                     | Santi Pietro e Paolo apostoli            | Fagagna                   | Villalta                      | 862         |     |
| Villanova                    | Santa Maria Maggiore                     | San Daniele del Friuli    | Villanova                     | 1.200       |     |